# Чемпионат России по современному пятиборью среди женщин 2005
XIII Чемпионат России по современному пятиборью среди женщин проводился в мае 2005 года в Москве". Медали разыгрывались в лично-командном первенстве.

## Итоговые результаты.
Личное первенство.
| Дисциплина        | Золото                                 | Серебро                              | Бронза                            |
| Личное первенство | Александра Садовникова · Москва · 5584 | Евдокия Гречишникова · Москва · 5528 | Людмила Сироткина · Москва · 5500 |

Итоговые результаты.
1. А. Садовникова (Москва) - 5584 очков.
2. Е. Гречишникова (Москва) - 5528
3. Л. Сироткина (Москва) - 5500
4. Т. Горляк (Самара) - 5448
5. О. Величко (Москва) - 5392
Командное первенство.
| Дисциплина        | Золото                                                                       | Серебро                | Бронза                     |
| Личное первенство | Москва-1 · Евдокия Гречишникова · Людмила Сироткина · Олеся Величко · 16 420 | Москва-Динамо · 16 244 | Самарская область · 14 824 |